# Кайдак
Кайда́к (каз. Қайдақ) — бывший узкий и длинный мелководный залив на восточном берегу Каспийского моря на территории Казахстана, составлявший продолжение Мёртвого Култука (залива Цесаревича) на юго-западе и ограничивающий с востока полуостров Бузачи.
Глубина залива доходила местами до четырёх — пяти метров. К западу от залива находится песчаная равнина Жылымшык.
- Топографическая карта северо-восточной части Каспийского моря 1975 года. Сор Кайдак справа внизу.

## История
В 1834 году по приказанию Оренбургского губернатора Василия Перовского под руководством Григория Карелина было построено, у залива Кайдак укрепление Ново-Александровское, которое должно было служить операционною базою для экспедиции генерала Перовского в Хиву.
Между заливами Кайдак и Качак, идет с Северо-Запада на Юго-Восток одна из двух наиболее значительных гряд, которая сложена раковистым известняком, полуострова Мангышлак — Актау длиной около 130 километров, высотой 790 метров.
Начиная с 30-х годов XX века уровень Каспийского моря начал резко спадать, из-за чего залив Кайдак пересох, и на его месте образовался сор (солончак). В 1980-х — 1990-х годах уровень моря повышался, и сор Кайдак снова заполнился водой. К 2024 году вследствие нового снижения уровня Каспийского моря, залив вновь полностью высох .